# Дядо Коледа
Дядо Коледа (също Дядо Мраз) е едновременно историческа и митологична личност, чието име се свързва с носенето на подаръци на Рождество Христово. Изобразяван през 20-и и 21-ви век като пълничък старец с дълга бяла брада, облечен в червено и бяло. Някои смятат, че съвременният образ на Дядо Коледа е създаден от компанията „Кока-кола“, която в рекламите си изменя образа на свети Николай. Самата фирма „Кока-кола“ твърди, че нейните реклами от 30-те години на XX век са популяризирали този образ, но че техният художник Хадън Съндблом се е вдъхновил от по-ранни картини. Че образът е по-стар от рекламите, се потвърждава от различни публикации. В миналото е изобразяван и в различни одеяния.

## Дядо Мраз
Образът на „Дядо Коледа“ или „Дядо Мраз“ се среща в българската литература преди 1944 г. и периода на Народната република, например стихотворението „Дядо Коледа“ (Гео Милев, преди 1944 г.), „Дядо Мраз“ (1908 г.) и приказката „Дядо Мраз и внуците му“ (1910 г.) от Елин Пелин, „Ето иде дядо Мраз“ (Гео Милев, преди 1925 г.) и „Дядо Мраз“ (Йордан Стубел, преди 1944 г.).
До 1990 г. „Дядо Мраз“ раздава подаръци на Нова година (до 1944 г. Коледа е християнски празник със строго определен ритуал – Рождество Христово, а светските чествания, вкл. украсяването на елха и размяната на подаръци се свързват с въведения през 1882 г. по инициатива на цар Фердинанд нов ритуал по западен образец, посветен на честването на Нова година). Белобрадият старец посещава училища, детски градини и домове. Всички деца го чакат с нетърпение. Той носи със себе си огромна торба, пълна с подаръци.

## Произход
Първообразът на добрия старец може да се търси в лицето на свети Николай Чудотворец, роден и живял през III – IV в. във римската провинция Ликия, намираща се на територията на днешна Турция. Той става епископ много млад. Проявява се като благороден и щедър човек, дълбоко вярващ и отдаден на християнската религия. Дарява цялото си богатство на бедните и онеправданите. В памет на неговата щедрост остава традицията хората да си разменят подаръци.
На нидерландски името на светеца Синт Николас често се съкращава до Синтерклас – фолклорен персонаж, сходен с Дядо Коледа, като свързаните с него традиции на Никулден продължават да са живи в Нидерландия и Белгия, успоредно с коледните. В английския името Санта Клаус за първи път е употребено във вестниците през 1773 г.

## Легенди, свързани с Дядо Коледа
Според легендата, Дядо Коледа живее на Северния полюс или в Лапландия заедно с елфи или джуджета, които му помагат за изработването на подаръците за децата. Всяка година той носи подаръци на послушните деца с помощта на вълшебна летяща шейна, теглена от елените Дашер, Дансер, Прансер, Виксен, Комет, Кюпид, Донер, Блитцен и Рудолф. Влиза през комина и оставя подаръците или това става по друг магически начин. В традициите на някои страни е придружаван от зловещи или палави помощници, като Крампус, които оставят на децата, които не са били послушни неприятни или шеговити подаръци, а понякога ги и заплашват или наказват за непослушанието.